# Stichillus brunneicornis
Stichillus brunneicornis är en tvåvingeart som beskrevs av Rudolf Beyer 1958. Stichillus brunneicornis ingår i släktet Stichillus och familjen puckelflugor. Inga underarter finns listade i Catalogue of Life.